# فيل أباد
فيل أباد (بالفارسية: فیل‌آباد) هي قرية تقع في قسم ميزدج عليا الريفي في إيران. يقدر عدد سكانها بـ 4,713 نسمة .